# Alucita udovichenkoi
Alucita udovichenkoi — вид лускокрилих комах родини віялокрилок (Alucitidae).

## Назва
Вид названо на честь російського ентомолога Павла Удовиченка, учасника багатьох експедицій в Південну Африку.

## Поширення
Ендемік ПАР. Виявлений у провінції Мпумаланга на сході країни. Типові зразки зібрані у лютому 2019 року. Всі зразки — самці.

## Опис
Розмах крил 11-12 міліметрів. Крила білого кольору з коричневими вкрапленнями. 